# غرنوقاوية
الغرنوقاوية (الاسم العلمي: Geranieae) هي قبيلة من النباتات تتبع الفصيلة الغرنوقية من رتبة الغرنوقيات.

## أجناس
- الغرنوقي (الاسم العلمي:Geranium)
- اللقلقي (الاسم العلمي:Pelargonium)
- رقمة (الاسم العلمي:Erodium)
- المونسونيا (الاسم العلمي:Monsonia)